# Pascale Ourbih
Pascale Ourbih   (Alger, segle XX) és una actriu franco-algeriana. És coneguda per ser la principal intèrpret de la pel·lícula Thelma de Pierre-Alain Meier. També s'implica en política, en partits i associacions (drets humans, ecologia, drets LGBT, lluita contra la sida).
Ha sigut elegida regidora de l'Ajuntament de París pel partit Europa Ecologia-Els Verds.